# Bảo tàng Thiết bị và Dụng cụ Trắc địa Bolesław Indyk
Bảo tàng Thiết bị và Dụng cụ Trắc địa Bolesław Indyk (tiếng Ba Lan: Muzeum Instrumentów i Przyrządów Geodezyjnych im. Bolesława Indyka) là một bảo tàng nằm trong tòa nhà trụ sở của Tổ hợp Trường Trắc địa và Đường bộ ở Poznań, tọa lạc tại số 33 Phố Szamotulska, Poznań, Ba Lan.

## Lược sử hình thành
Bảo tàng Thiết bị và Dụng cụ Trắc địa Bolesław Indyk được thành lập vào năm 1966 theo khởi xướng của Bolesław Indyk, Stanisław Chmielewicz và Jan Bausmer. Năm 2006, tên của Bolesław Indyk được đưa vào tên của Bảo tàng để ghi nhận những công sức ông đã đóng góp cho sự phát triển của Bảo tàng.

## Triển lãm

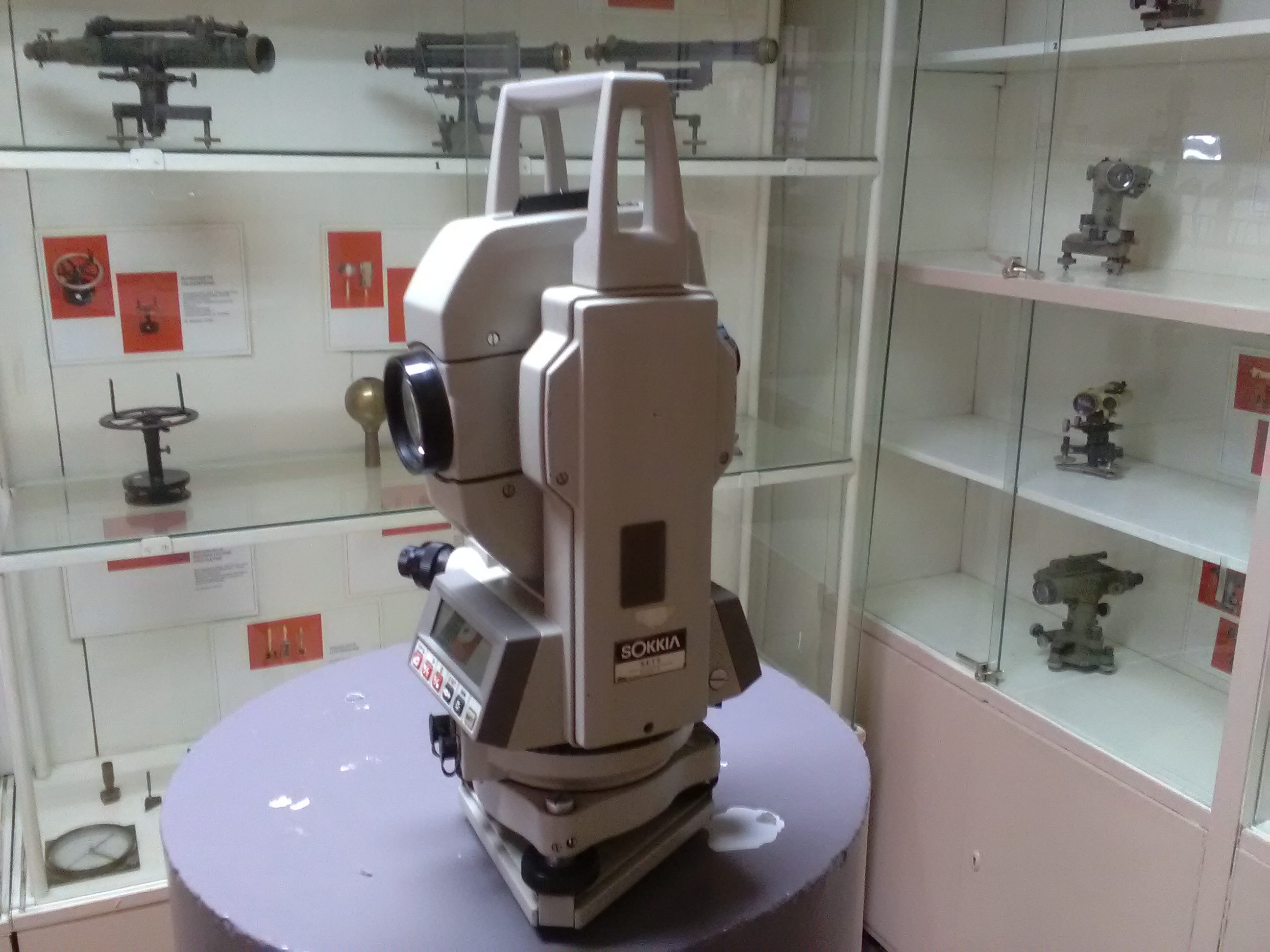
Triển lãm trong Bảo tàng

Bộ sưu tập của Bảo tàng Thiết bị và Dụng cụ Trắc địa Bolesław Indyk hiện đang bao gồm 105 dụng cụ và thiết bị đo lường cần thiết cho các công trình khảo sát (22 máy kinh vĩ, 3 kính soi nổi, 8 la bàn, 3 máy toàn đạc, và các máy khác), được chia thành 32 cấp độ. Trong số đó có các công cụ được sản xuất trong giai đoạn giữa hai cuộc chiến tranh của các công ty như: Hildebrand-Wichmann-Werke Freiberg Sachsen ở Berlin, W. Wiedemann Königsberg ở Królewiec, Max Wolz ở Bonn, Otto Fennel Söhne ở Kassel, Gerlach ở Warsaw và R. Reiss ở Liebenwerda.